# Југословенски аеротранспорт лет 367
Југословенски аеротранспорт лет 367, авионом Макдонел Даглас DC-9 (Регистрација: YU-AHT) на релацији Стокхолм—Копенхаген—Загреб—Београд је експлодирао током лета ка Загребу 26. јануара 1972. године. Авион је са 10.160 метара пао у близини села Српска Камењица у тадашњој Чехословачкој, сада Чешкој. Од 28 лица (23 путника и 5 чланова посаде) — сви су погинули сем стјуардесе, Весне Вуловић.
Авионом су пилотирали капетан Лудвик Раздрих и први официр Ратко Михић. Осим Весне Вуловић, члан посаде је била и тада 24 године стара стјуардеса Слободанка Гаврановић, чији се гроб налази на Земунском гробљу.

### Верзије инцидента
Југословенске власти су за пад авиона окривиле усташе.
Власти ЧССР И СФРЈ спровели су заједничку истрагу у којој је утврђено да је за обарање авиона крива бомба постављена изнутра.
Весна Вуловић, која је преживела слободан пад са 10.160 m (33.330 ft) је у моменту експлозије била на задњем делу авиона, код репа, што је вероватно допринело томе да преживи. Овај догађај је допринео томе да Весна Вуловић буде увршћена у Гинисову књигу рекорда.
Овај догађај је споменут у две серије на каналу Дискавери — ФБИ документи (The FBI Files) и Растурачи митова (MythBusters).